# Sweden Hockey Games 1994
Die Sweden Hockey Games 1994 (auch Globen-Cup 1994) waren die vierte Ausgabe des gleichnamigen Eishockeyturniers und wurden vom 3. bis 6. Februar 1994 im Globen in Stockholm ausgetragen. Zum ersten Mal seit Gründung des Wettbewerbs konnte die tschechische Eishockeynationalmannschaft das Turnier gewinnen und galt damit auch als Favorit auf den Gewinn der Olympischen Winterspiele 1994 in Lillehammer.

## Turnierverlauf
| 3. Februar 1994 | Schweden Mats Näslund (1:13) Charles Berglund (2:19) Andreas Dackell (5:58) Daniel Rydmark (10:15) Tomas Jonsson 29:34 | 5:6 (4:2, 1:1, 0:3) | Kanada Jean-Yves Roy (16:06) Chris Kontos (19:13) Mark Astley (24:40) Paul Kariya (50:44) Dwayne Norris (53:10) Petr Nedvěd (59:31) | Globen, Stockholm Zuschauer: 14.084 |

| 3. Februar 1994 | Tschechien Martin Hosták (13:43) Kamil Kašťák (15:49) Radek Ťoupal (49:34) Martin Hosták (51:01) Jan Alinč (57:57) | 5:0 (2:0, 0:0, 3:0) | Russland | Globen, Stockholm Zuschauer: 1.090 |

| 4. Februar 1994 | Schweden Jonas Bergqvist (9:17) | 1:2 (1:1, 0:1, 0:0) | Tschechien Roman Horák (16:42) Jiří Vykoukal (56:04) | Globen, Stockholm Zuschauer: 11.229 |

| 4. Februar 1994 | Kanada Wally Schreiber (13:31) Greg Parks (22:12) Todd Warriner (35:26) Petr Nedvěd (54:51) Dwayne Norris (57:55) | 5:6 (1:1, 2:1, 2:4) | Russland Wjatscheslaw Besukladnikow (1:16) Sergei Beresin (33:50) Pawel Torgajew (51:14) Rail Muftijew (55:43) Alexander Winogradow (56:45) Wjatscheslaw Besukladnikow (59:59) | Globen, Stockholm Zuschauer: 06.023 |

| 6. Februar 1994 | Tschechien Petr Hrbek (5:35) Richard Žemlička (9:18) Petr Hrbek (33:42) Richard Žemlička (38:59) Jiří Vykoukal (47:17) | 5:1 (2:0, 2:0, 1:1) | Kanada Chris Therien (55:10) | Globen, Stockholm Zuschauer: 02.923 |

| 6. Februar 1994 | Schweden Magnus Svensson (23:35) Leif Rohlin (28:56) Peter Forsberg (51:24) | 3:2 (0:1, 2:1, 1:0) | Russland Alexei Kudaschow (8:41) Oleg Schargorodski (36:44) | Globen, Stockholm Zuschauer: 13.754 |

| Pl. |            | Sp | S | U | N | Tore  | Punkte |
| 1.  | Tschechien | 3  | 3 | 0 | 0 | 12:02 | 6:0    |
| 2.  | Schweden   | 3  | 1 | 0 | 2 | 09:10 | 2:4    |
| 3.  | Kanada     | 3  | 1 | 0 | 2 | 12:16 | 2:4    |
| 4.  | Russland   | 3  | 1 | 0 | 2 | 08:13 | 2:4    |

Abkürzungen: Pl. = Platz, Sp = Spiele, S = Siege, OTS = Siege nach Verlängerung (Overtime) oder Penaltyschießen, OTN = Niederlagen nach Verlängerung oder Penaltyschießen, N = Niederlagen

## Auszeichnungen
All-Star-Team
| Angriff:      | Paul Kariya – Petr Nedvěd – Mats Näslund |
| Verteidigung: | Jiří Vykoukal – Jan Vopat                |
| Torwart:      | Petr Bříza                               |